# سینه‌سرخ‌های استرالزی
سینه‌سرخ‌های استرالزی (نام علمی: Petroicidae) نام یک تیره از راسته گنجشک‌سانان است.

## نگارخانه

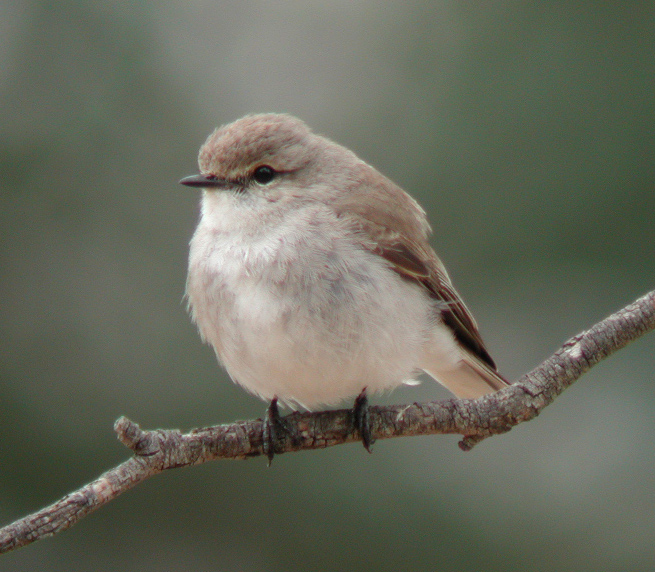
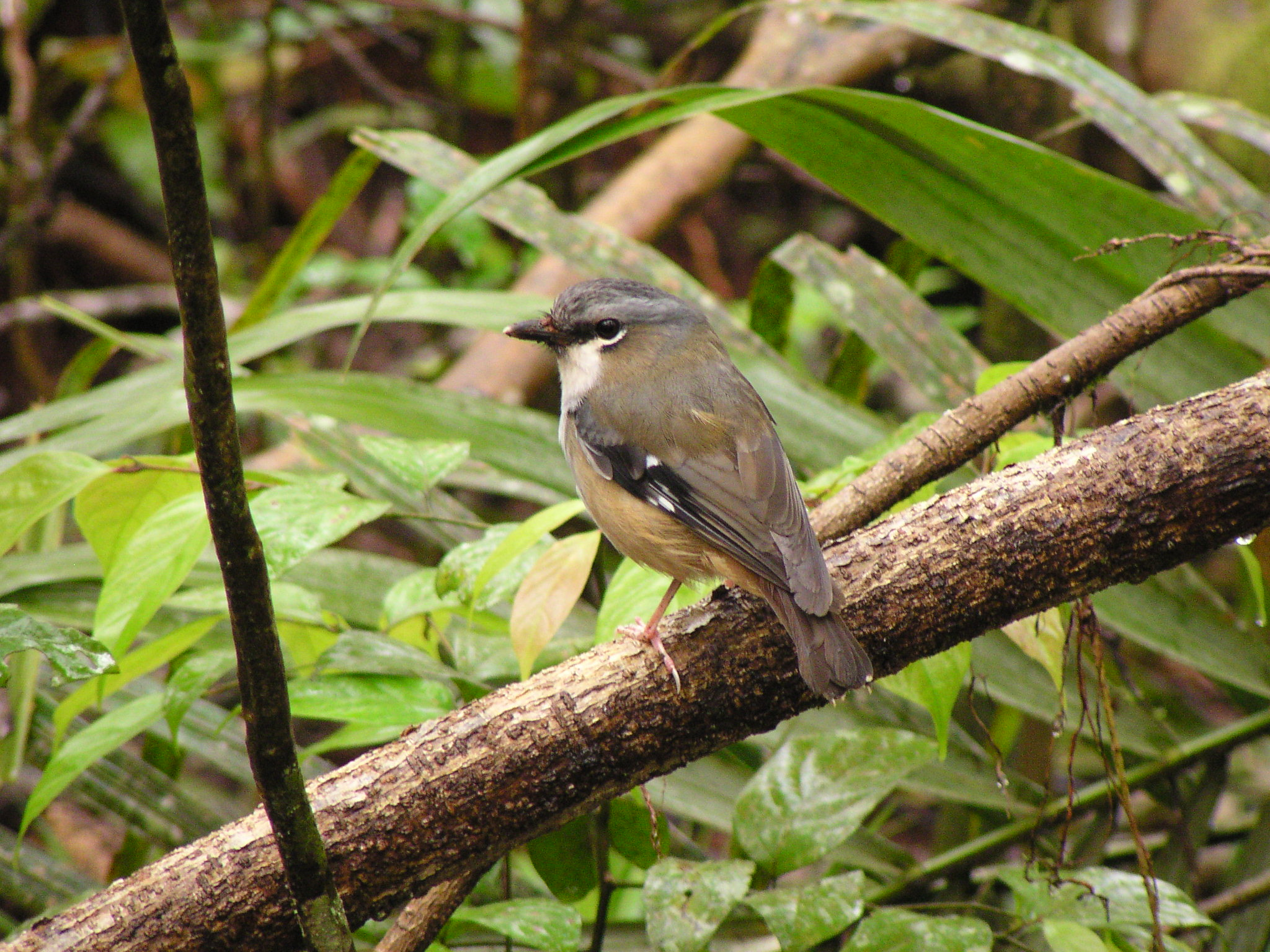
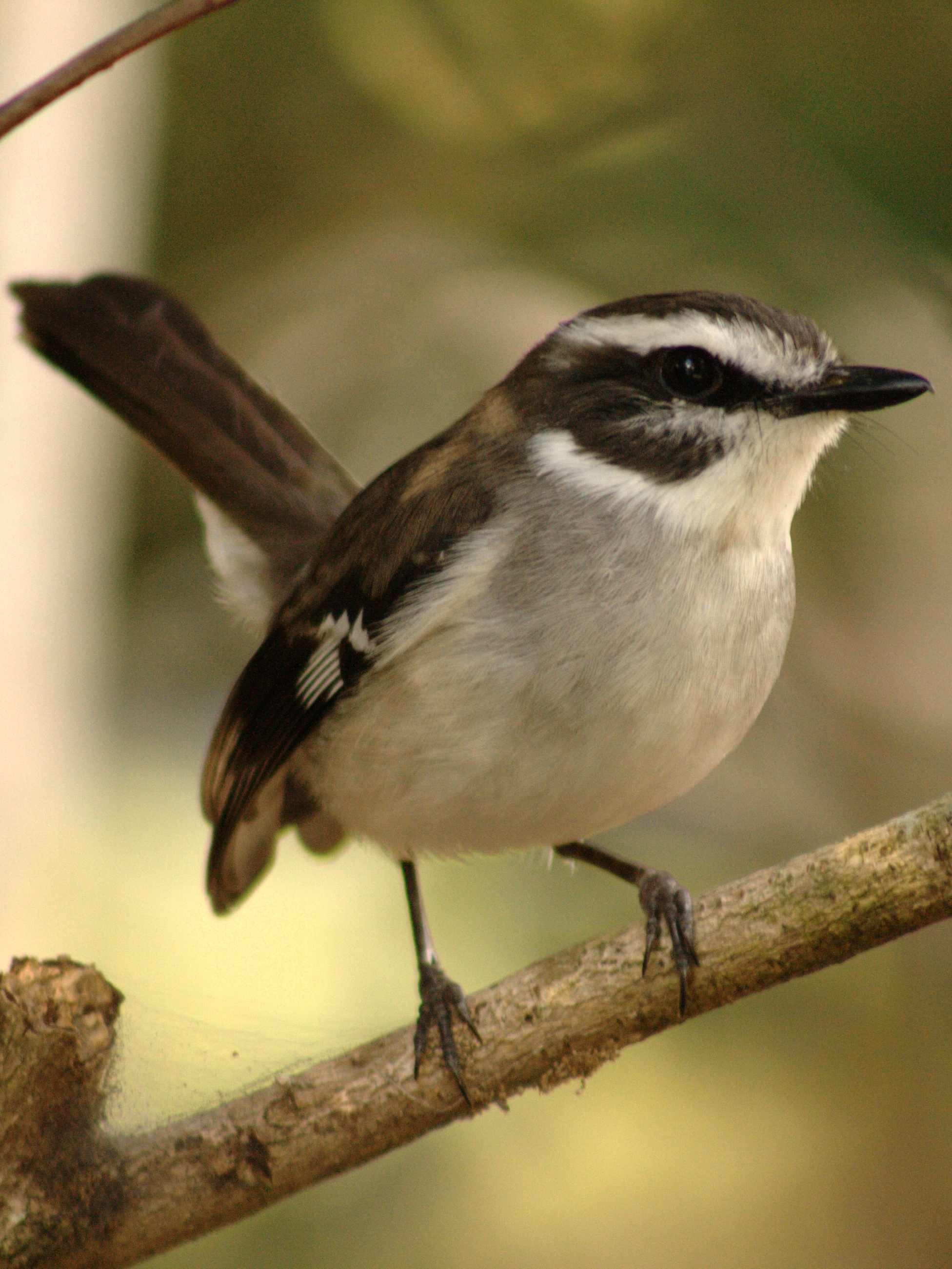
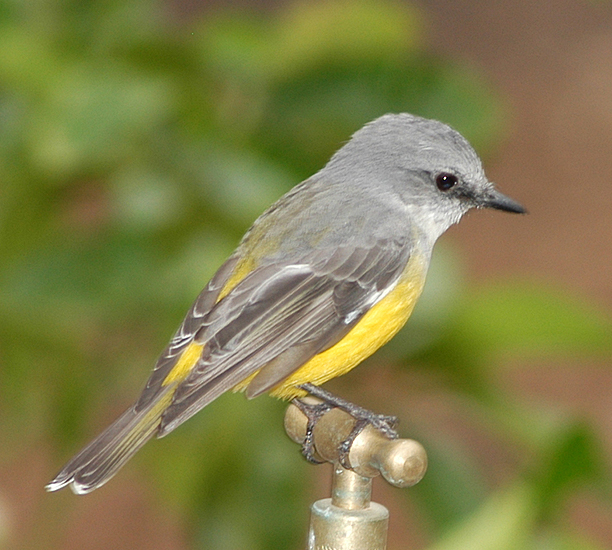
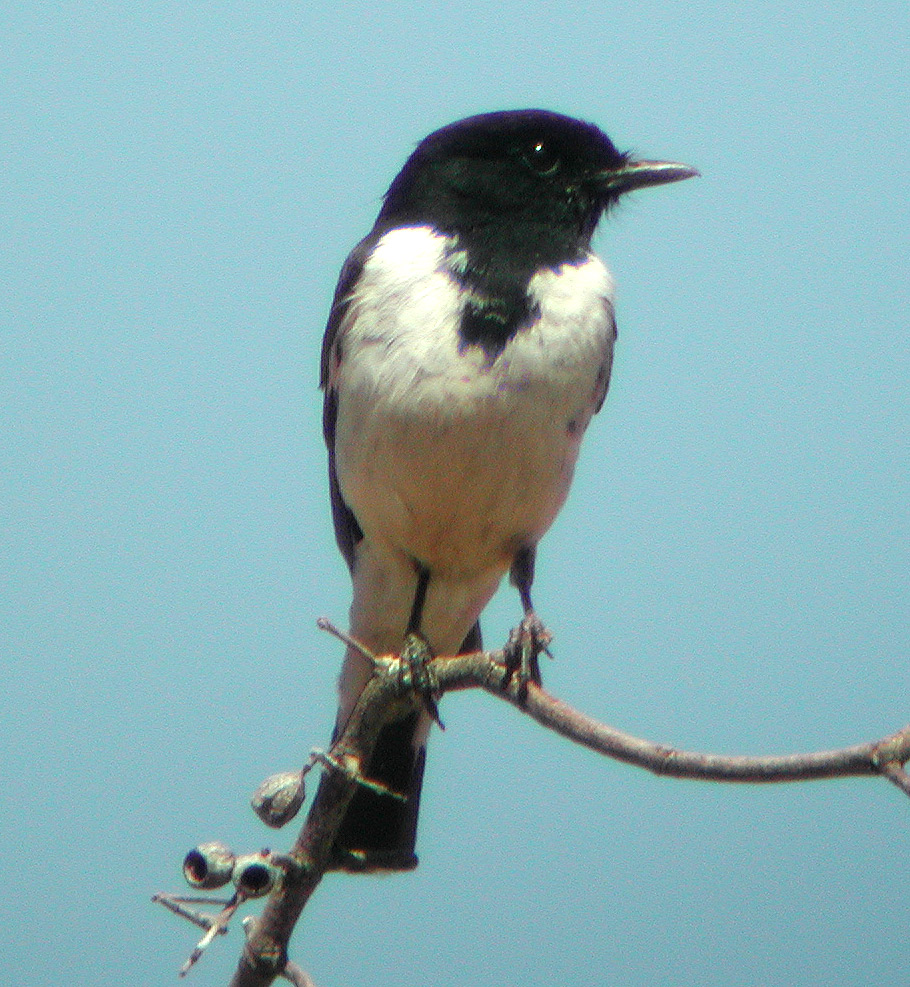
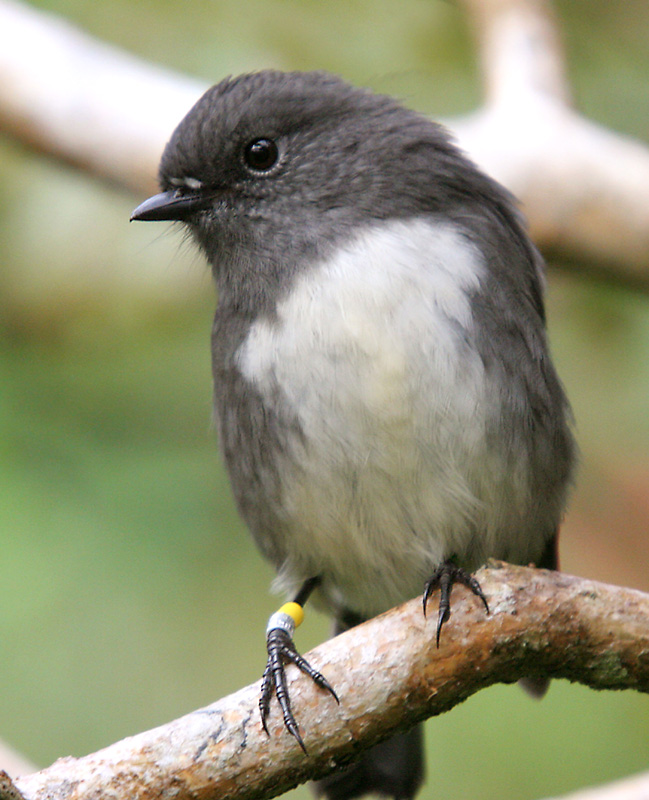
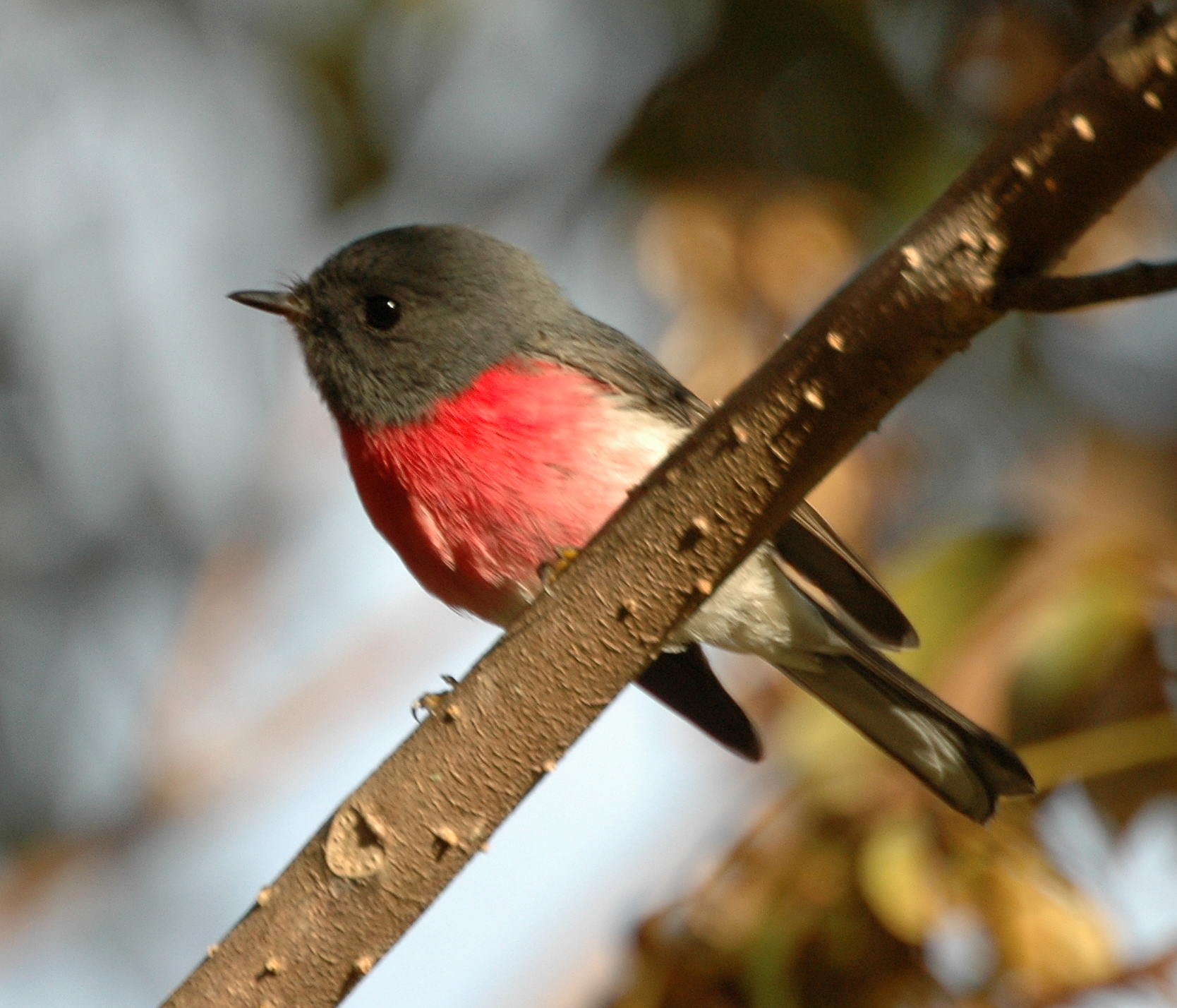
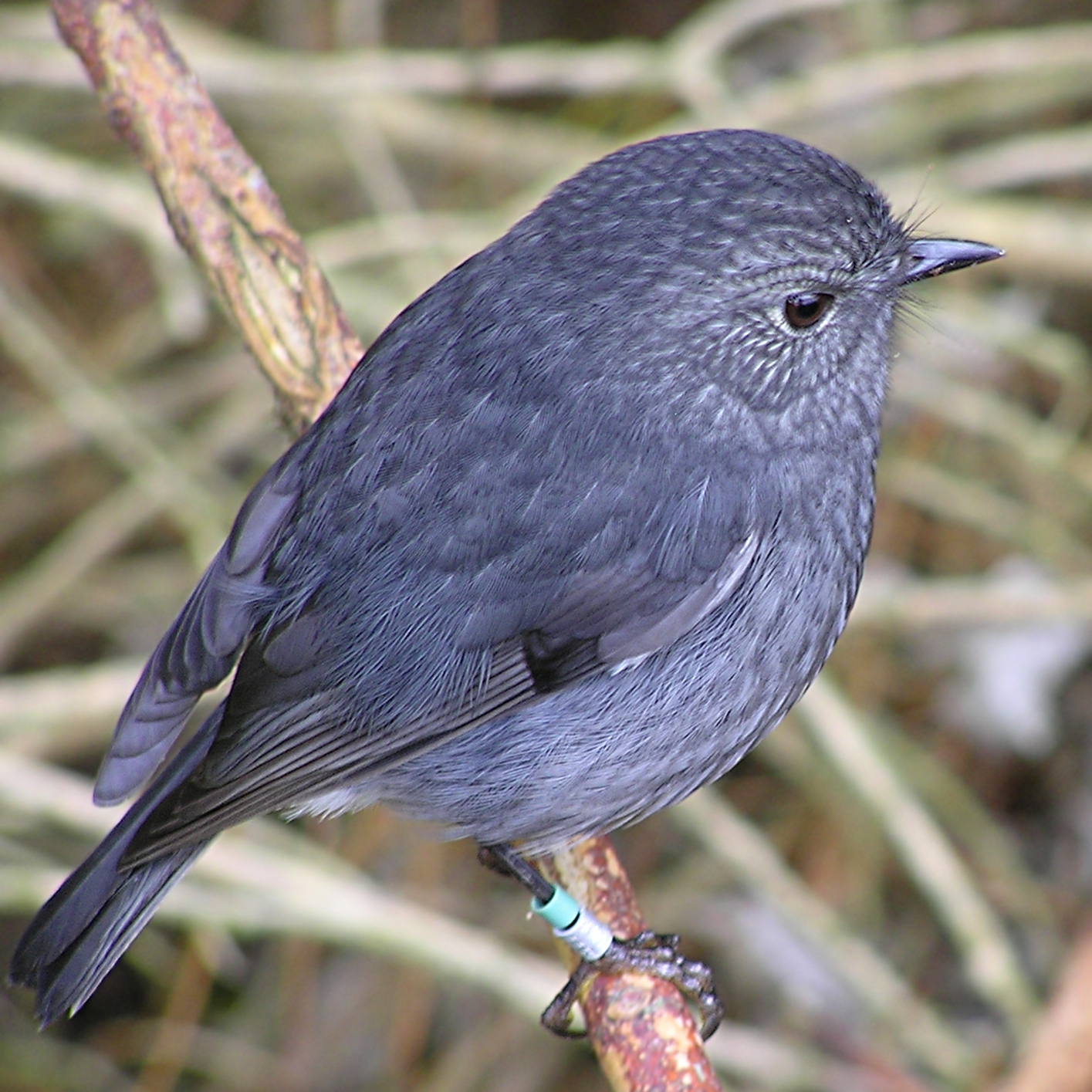
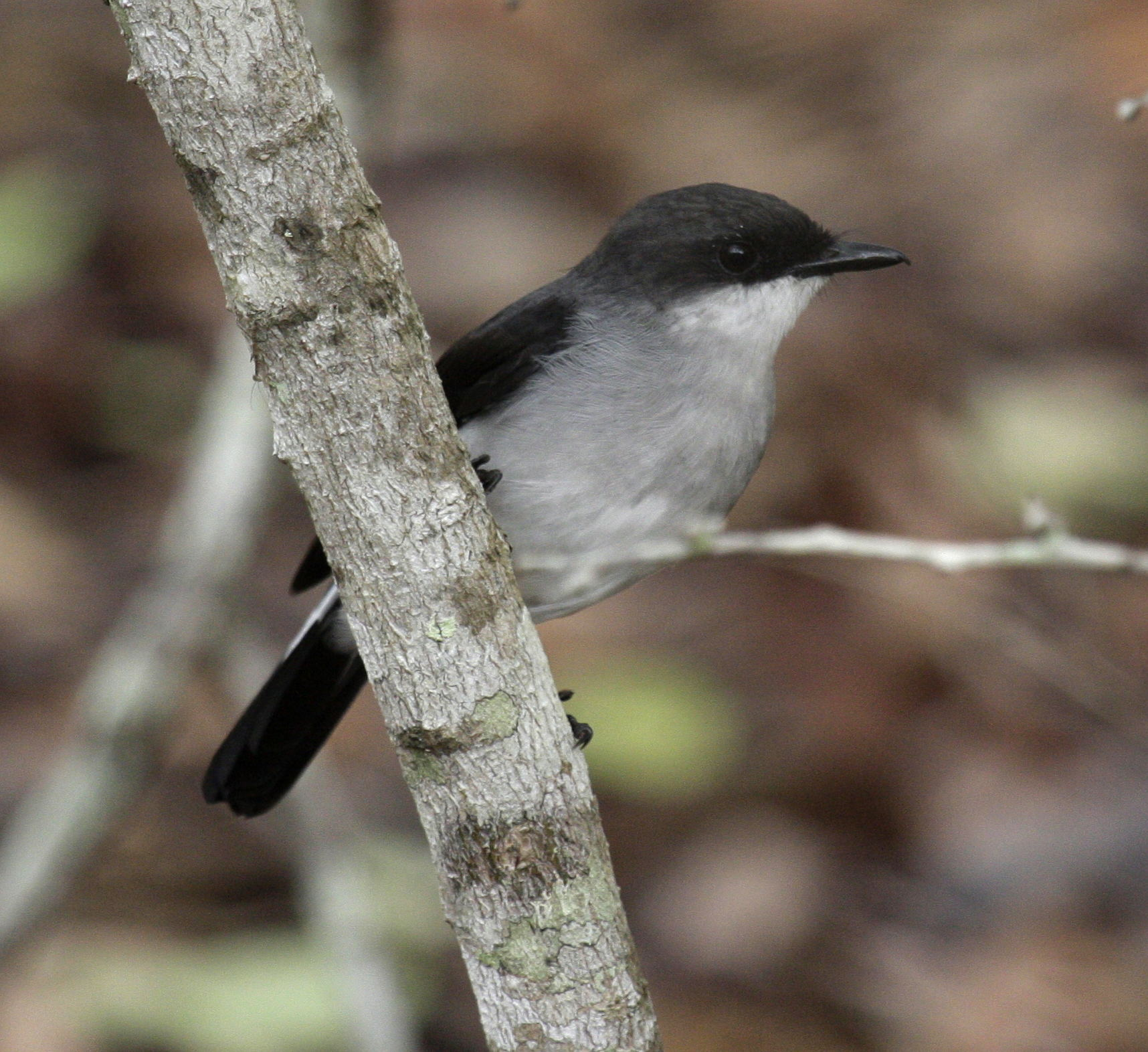
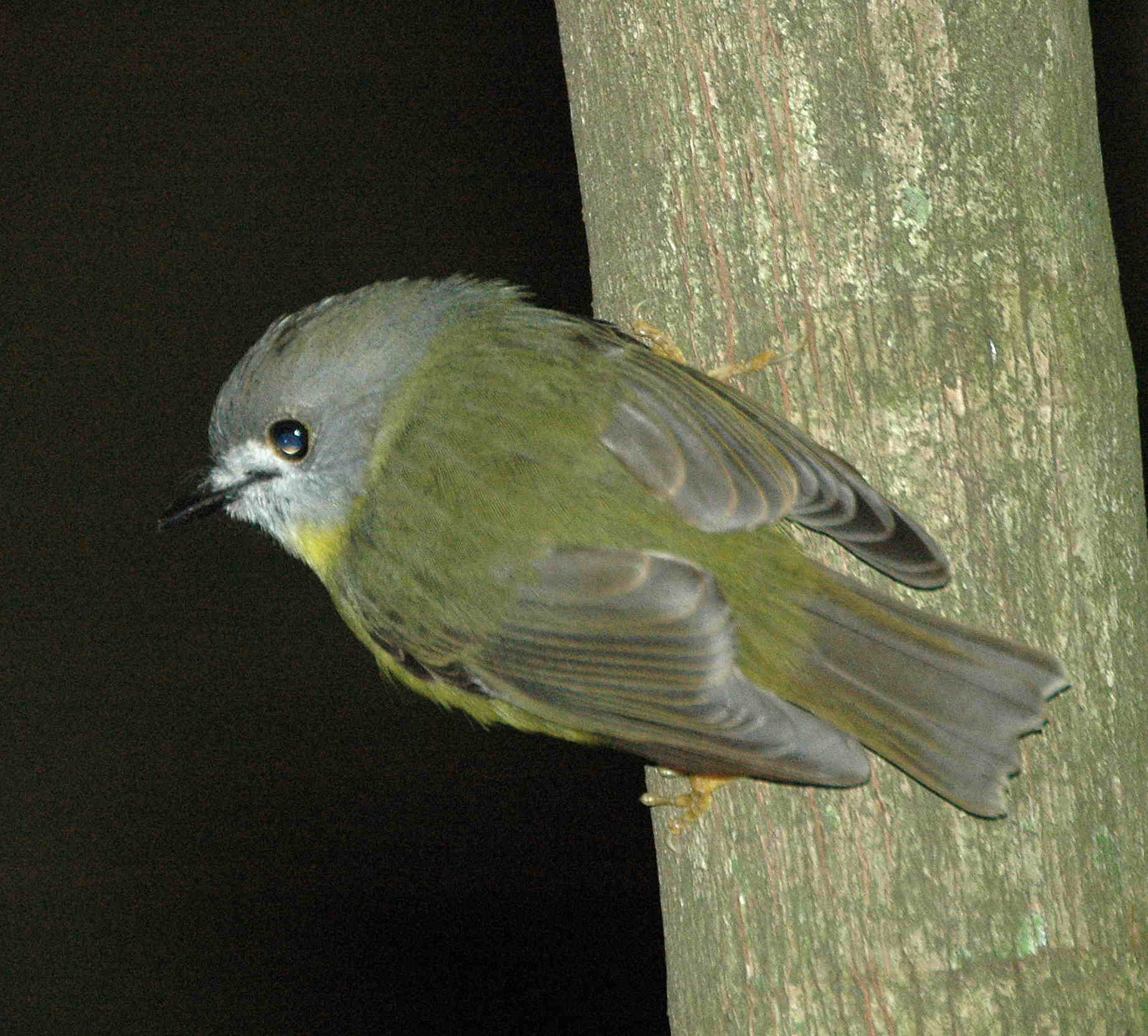